# Twin Twin
Twin Twin är en fransk musikgrupp bestående av medlemmarna Lorent Idir, François Djemel och Patrick Biyik. Gruppen representerade Frankrike i Eurovision Song Contest 2014 i Köpenhamn med låten Moustache. Låten placerade sig på sista plats i finalen och fick två poäng, ett från Sverige och ett från Finland.